# Акеті
Акеті (фр. Aketi, лінгала Akétí) — місто і територія в провінції Нижнє Уеле, Демократична Республіка Конго. Розташоване на висоті 419 м над рівнем моря.
У 2010 році населення міста за оцінками становило 40 507 осіб. Більшість населення розмовляє мовою лінгала. У місті є аеропорт і залізнична станція.